# Søren Norby
Søren Norby (qui se donne le nom de Severin Norbi) était un officier principal de la Marine royale danoise dans les flottes des rois danois Hans Christian I et II. Il a réquisitionné le plus grand navire de la flotte danoise dans les guerres navales contre la Suède et contre Lübeck. Norby régie diverses possessions terrestres en Scandinavie, régnant Gotland de 1517-1525. Sa rébellion contre Frédéric Ier de Danemark en 1525 sera une faillite, et il a fui le Danemark, finissant sa vie au service de Charles V, empereur romain saint.
Norby a eu deux enfants avec des femmes inconnues, un fils nommé Olov et une fille, dont on sait peu. Il est mort en 1530.